# Comté de Narok
Pour les articles homonymes, voir Narok.
Le comté de Narok est un comté du Kenya. Sa capitale est Narok. 
Le comté compte 1 157 873 habitants en 2019.